# 19 (број)
19 је број, нумерал и име глифа који представља тај број. 19 је природан број који се јавља после броја 18, а претходи броју 20.

## У математици
- Је осми по реду прост број (дељив само са 1-цом и са самим собом)

## У науци
- Је атомски број калијума

## У спорту
- Је био број на дресу кошаркаша Вилиса Рида док је играо за Њујорк Никсе
- Је број на дресу кошаркаша Михајла Андрића у Партизану

## Остало
- Је минималан број година особа које желе да склопе брак у америчкој држави Небраска